# فلقورة فانوسية
فلقورة فانوسية (الاسم العلمي: Fulgora laternaria) هي نوع من الحشرات يتبع جنس الفلقورة من الفصيلة الفلقورية. وتسمى أيضاً “الحشرة ذات الرأس الفولي” ورأسها يشبه رأس السحالي أو الثعابين، وأطلق عليها هذا الأسم لوجود نتوء يبرز من رأسها يشبه حبة الفول السوداني غير المقشر. ويطلق على هذه الحشرة أسماء عديدة، مثل: “ذبابة الفانوس” و”حشرة التمساح” و”ماتشاكا” وغيرها،
وهي حشرة مسالمة لا تسبب ضررا للإنسان أو غيره من الكائنات، ولكنها مزودة بأسلحة تمكنها من الدفاع عن نفسها. ومن هذه الأسلحة، رأسها الذي يشبه رأس الأفاعي، مما يجعلها في مأمن من الحيوانات المفترسة، كما أنها مزودة بزوجين من الأجنحة عليها عيون وهمية تشبه عين البومة، كما أنها تستطيع التخفي من أعدائها عن طريق تغيير لونها. ويصل طول حشرة ذات الرأس الفولي إلى ثلاث بوصات فقط، وتتميز برائحتها الكريهة، وهي تتغذى على النباتات عن طريق امتصاصها، فهي لا تستطيع مجرد العض!.

## الإنتشار
تعيش في منطقة الأمازون بالبرازيل وبوليفيا وأمريكا الجنوبية، وغيرها.

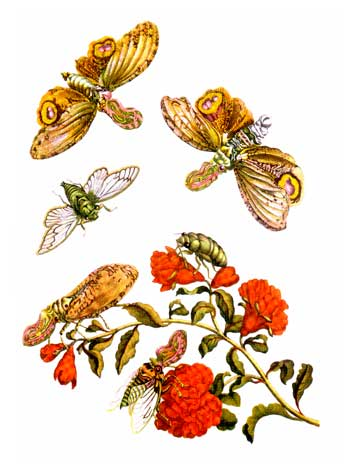
The fictional version of the استحالة (أحياء) of F. laternaria ماريا سيبيلا ماريان, 1705
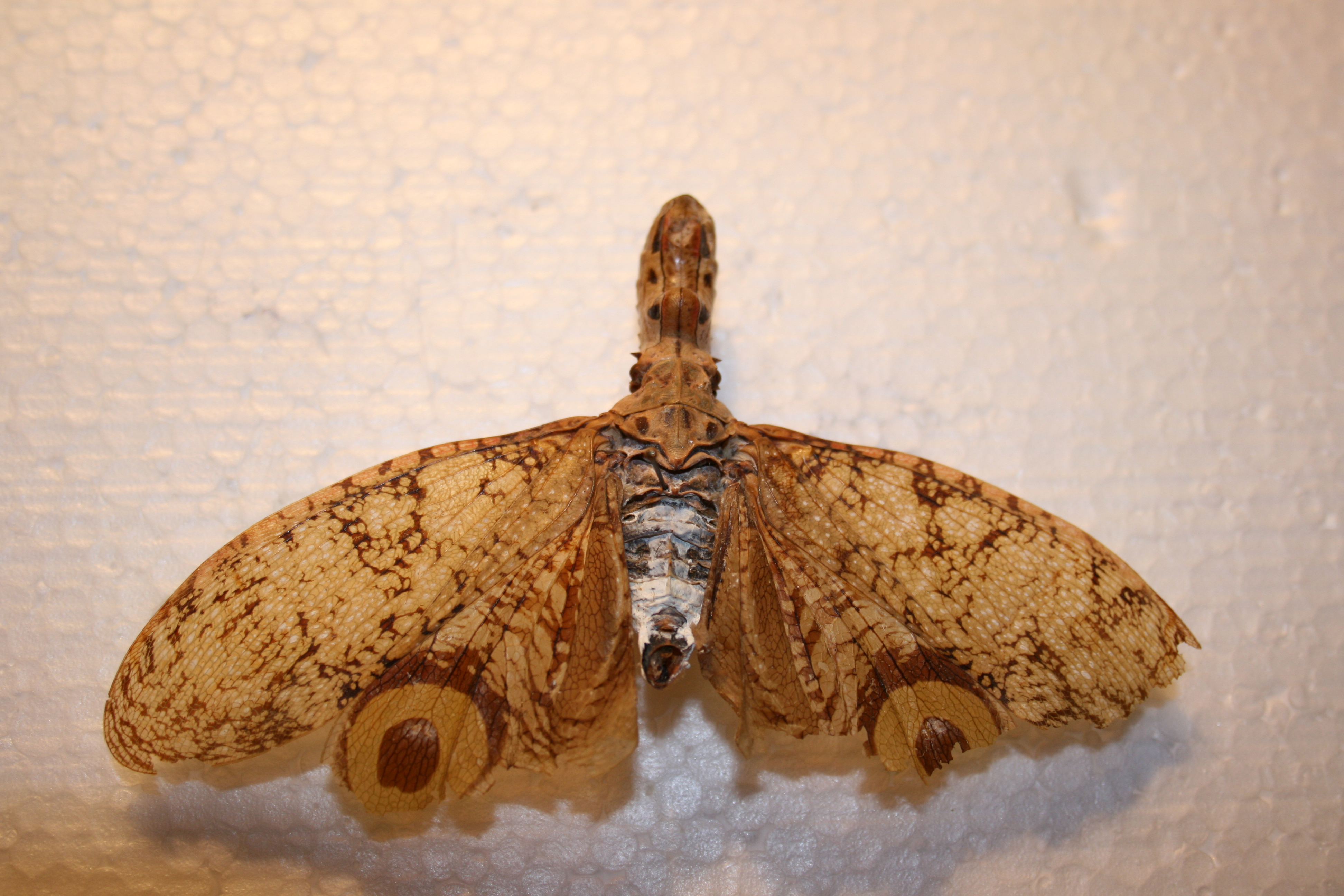
A mounted specimen of Fulgora laternaria. Dorsal view